# Patria potestas
Die patria potestas („väterliche Gewalt“) war im antiken Rom ursprünglich nur ein Anwendungsfall einheitlicher und unbeschränkter Herrschaftsmacht (potestas), die dem pater familias, dem männlichen Familienoberhaupt, oblag. Er übte sie über Personen und Sachen, über freie und unfreie Hausgenossen (familia) aus. Zur römischen familia gehörten, anders als bei vielen anderen Familienformen, auch die verheirateten Söhne mit ihren Frauen und Kindern, die Adoptivsöhne, Sklaven, Vieh und sonstiges Besitztum. Die patria potestas war für das Familien- und Eheleben rechtlich konstitutiv.

## Charakteristika
Der mos maiorum band den Hausvorstand seit jeher dahingehend, dass er schwere Strafen (iudicium domesticum), wie die Tötung eines Hauskindes (ius vitae necisque), nicht willkürlich vornahm, sondern in seiner Eigenschaft als Richter und unter Einbezug des Familienrates verhängte. Faktisch überwachten die Zensoren mit öffentlichem Auftrag die Einhaltung der Sitten (boni mores). Obwohl Quellen von Einzelfällen missbräuchlicher Ausübung der Familiengewalt berichten, sind derartige Fälle zumindest in historischer Zeit selten. Die hervorragende Stellung des pater familias bezeichnete die vermögensrechtliche Verfügungsgewalt und die Gewalt über das Leben der familia zumeist eher symbolisch. Tatsächliche Tötungen heranwachsender oder erwachsener Kinder sind nur in fünfzehn Fällen überliefert. Nahezu alle davon können aber zugleich oder vorrangig auf andere Rechtsgrundlagen zurückgeführt werden, sodass das ius vitae necisque möglicherweise keine reale Rechtsnorm war, sondern eine eher allegorisch zu verstehende Betonung der patria potestas.
Die patria potestas manifestierte sich auch in der Entscheidungsgewalt des Hausvorstands und Gewalthabers (pater familias) über die Annahme oder Ablehnung neugeborener Kinder, deren Veräußerung (ius vendendi), sogar im Recht sie zu töten. Kinder von Familienangehörigen, die man nicht aufziehen konnte oder wollte, sei es aus finanziellen Gründen, sei es, weil sie Bastarde waren, behindert oder schlicht Mädchen, wurden getötet oder häufig an öffentlichen Plätzen ausgesetzt. Die Aussetzung von Neugeborenen an öffentlichen Dunghaufen war in der gesamten römischen Welt bis zum Jahr 374 n. Chr. legal. Die Kinder verfielen allerdings in der Regel nicht dem Tode, sondern der Sklaverei: Sie wurden zum Eigentum dessen, der sie aufnahm und großzog. Nach Ansicht heutiger Althistoriker wurde diese Praxis von den Zeitgenossen keineswegs als inhuman angesehen, da die Aussetzung jenen Kindern eine Chance auf Überleben ermöglichte. Erst in christlicher Zeit, als sich aufgrund der kirchlichen misericordia Alternativen zur Aussetzung boten, wurde die nunmehr nicht mehr notwendige Praxis als anstößig empfunden und in der Folge verboten. Auch das Kindstötungsrecht (ius vitae necisque) wurde erst unter christlichem Einfluss abgeschafft, wobei es seine Bedeutung bereits zur Zeit der hohen Republik verloren hatte.
Um neugeborene Kinder dagegen in der familia zu halten, war es erforderlich, dass der pater familias, dem sie nach der Geburt zu Füßen gelegt wurden, sie aufhob (was suscipere oder tollere hieß) und damit formal annahm. Sie erhielten, die Knaben am neunten, die Mädchen am achten Tag (dies lustricus), Namen und religiöse Weihe und wurden hierauf im elterlichen Haus erzogen und unterrichtet.

## Beginn und Ende der väterlichen Gewalt
Die patria potestas begann mit der Geburt und endete regelmäßig mit dem Tod des Gewalthabers. Mit dem Tod des Gewalthabers wurden die Kinder (Söhne und Töchter) gewaltfrei, die Söhne ihrerseits erlangten die väterliche Gewalt über die eigenen Kinder und Kindeskinder.
Neben der Geburt und dem Tod als natürlichen Begründungs- und Beendigungstatbeständen von väterlicher Gewalt spielten die beiden Erscheinungsformen der Adoption eine bedeutende Rolle, um das Aussterben des Geschlechts zu verhindern. Das römische Recht kannte aus archaischer Zeit bereits die arrogatio, die Annahme an Kindes statt. Sie kam  durch Beschluss der Kurienversammlung auf Empfehlung (rogatio) – des pontifex maximus zustande. Später wurde die Erscheinungsform der arrogatio durch die adoptio abgelöst. Diese wurde in zwei Akten auf den Weg gebracht. Im ersten Akt wurde die mancipatio, ein Scheinverkauf des Kindes an Dritte, vollzogen; dies in drei Übertragungsakten. In den XII Tafeln waren zu dem durch Übertragungsrituale geprägten Geschäft umfangreiche Anordnungen getroffen worden. Nach einem dritten Übertragungsschritt wurde das Kind frei von den Gewaltverhältnissen: si pater filium ter venum duit filius a patre liber esto = „wenn ein Vater seinen Sohn dreimal zum Verkauf gegeben hat, so soll der Sohn von der väterlichen Gewalt frei sein“. Daran schloss sich ein zweiter Akt an, ein Anwendungsfall der in iure cessio, einem Scheinprozess. Der Adoptierende vindizierte das Kind, wobei der vormalige Gewaltgeber auf Gegenrechte (contravindicationes) ausdrücklich verzichtete. Der Magistrat tat daraufhin die neuen Eigentumsverhältnisse kund. Das Kind verlor alle Anwartschaftsrechte auf Erbschaft gegenüber seinem ehemaligen Gewaltgeber (Vater).
Söhne wurden nach dem Tod des Vaters frei (sui iuris) und konnten selbst pater familias ihrer Familie werden, sie emanzipierten sich. Hauskinder waren vermögensunfähig. Sie konnten gegebenenfalls Sondervermögen zur selbständigen Bewirtschaftung erhalten, beispielsweise peculium castrense (anlässlich des Heeresdienstes erworbenes Vermögen) oder jederzeit entzugsfähiges peculium profecticium. Töchter wechselten durch eine Manusehe in die patria potestas ihres Mannes oder Schwiegervaters.
Die väterliche Gewalt war Ausgangspunkt für das von der Blutsverwandtschaft abgekoppelte agnatische Verwandtschaftssystem. Dieses trat im Laufe der Rechtsentwicklung aber zugunsten der Konsanguinität zurück.
Faktisch unterlag die patria potestas spätestens seit der Spätzeit der Republik erheblichen Beschränkungen; sie blieb aber formal während der Kaiserzeit und Spätantike geltendes Recht und wurde noch 534 n. Chr. im Codex Iustinianus bestätigt. Von einer tatsächlichen Ausübung der meisten mit ihr verbundenen Rechte ist zu dieser Zeit aber nichts mehr bekannt.

## Spätere Rezeption
Nach Ende des Weströmischen Reiches wurde das römische Recht teilweise durch andere Rechte, wie die germanischen Stammesrechte abgelöst. In diesen Rechtsaufzeichnungen findet sich eine personenrechtliche Hausgewalt ohne Bezug auf die patria potestas geregelt, die Munt. Erst im Rahmen der wissenschaftlichen Bearbeitung des römischen Recht, der sogenannten Rezeption des römischen Rechts, wird die patria potestas wieder aufgegriffen. Ihr Umfang wurde jedoch reduziert, dem Vater wurden nur geringere Züchtigungs- und Erziehungsrechte zugesprochen, er blieb jedoch alleiniger Inhaber des Vermögens. Die Hauskinder waren nur beschränkt vermögensfähig. Die Juristen hielten dabei am Rechtsinstitut des peculium fest. Eine Beendigung der väterlichen Gewalt war durch Abschichtung möglich. Im Rahmen des Aufkommens des Naturrechts nahm die Bedeutung der rezipierten patria potestas ab. Nun standen die Eltern als Vormünder der Kinder im Vordergrund und nicht als Inhaber einseitiger Rechte. Ihre Bedeutung schwand durch Einführung der Volljährigkeit als automatisches Ende der väterlichen Gewalt. Das Institut der Abschichtung, und somit indirekt auch das Institut der patria potestas war jedoch noch in einigen Kodifikationen zu finden, wie dem Preußischen Allgemeinen Landrecht oder dem Sächsischen Bürgerlichen Gesetzbuch. Endgültig abgeschafft wurde die Abschichtung in Deutschland durch die Einführung des Bürgerlichen Gesetzbuches, in Österreich durch Gesetz vom 6. Februar 1919.